# 영국의 대학 목록
다음은 영국의 대학 목록이다. 유니버시티 칼리지와 기타 인식되는 대학들을 나열한다.
- 애버딘 대학교
- 에버리스트위스 대학교
- 앵글리아 러스킨 대학교
- 뱅고어 대학교
- 배스 대학교
- 버밍엄 대학교
- 브래드퍼드 대학교
- 브라이턴 대학교
- 브리스틀 대학교
- 런던 브루넬 대학교
- 버킹엄 대학교
- 버킹엄셔 뉴 대학교
- 케임브리지 대학교
- 카디프 메트로폴리탄 대학교
- 카디프 대학교
- 코번트리 대학교
- 크랜필드 대학교
- 크리에이티브 아츠 대학교
- 더럼 대학교
- 이스트앵글리아 대학교
- 이스트 런던 대학교
- 에든버러 대학교
- 에식스 대학교
- 엑서터 대학교
- 팰머스 대학교
- 글래스고 대학교
- 글로스터셔 대학교
- 하퍼 애덤스 대학교
- 헤리엇 와트 대학교
- 허더스필드 대학교
- 헐 대학교
- 임페리얼 칼리지 런던
- 킬 대학교
- 켄트 대학교
- 킹스턴 대학교
- 랭커스터 대학교
- 리즈 대학교
- 레스터 대학교
- 리버풀 대학교
- 리버풀 존 무어스 대학교
- 런던 대학교
- 런던 메트로폴리탄 대학교
- 런던 정치경제대학교
- 러프버러 대학교
- 맨체스터 대학교
- 맨체스터 메트로폴리탄 대학교
- 미들섹스 대학교
- 뉴캐슬 대학교 (잉글랜드)
- 노섬브리아 대학교
- 노팅엄 대학교
- 노팅엄 트렌트 대학교
- 오픈 대학교
- 옥스퍼드 대학교
- 옥스퍼드 브룩스 대학교
- 플리머스 마전 대학교(Plymouth Marjon University, 이전 교명: 세인트 마크 앤드 세인트 존 대학교)
- 퀸 마거릿 대학교
- 퀸스 대학교 벨파스트
- 레딩 대학교
- 로햄턴 대학교
- 로열 홀러웨이
- 솔퍼드 대학교
- 셰필드 대학교
- 셰필드 할람 대학교
- 사우샘프턴 대학교
- 세인트앤드루스 대학교
- 세인트 조지 런던 대학교
- 스털링 대학교
- 스트래스클라이드 대학교
- 선덜랜드 대학교
- 서리 대학교
- 서식스 대학교
- 스완지 대학교
- 런던 예술대학교
- 웨일스 대학교
- 워릭 대학교
- 웨스트 스코틀랜드 대학교
- 웨스트 런던 대학교
- 웨스트민스터 대학교
- 울버햄튼 대학교
- 요크 대학교 (잉글랜드)

## 같이 보기
- 대학 목록